# Attyka (architektura)

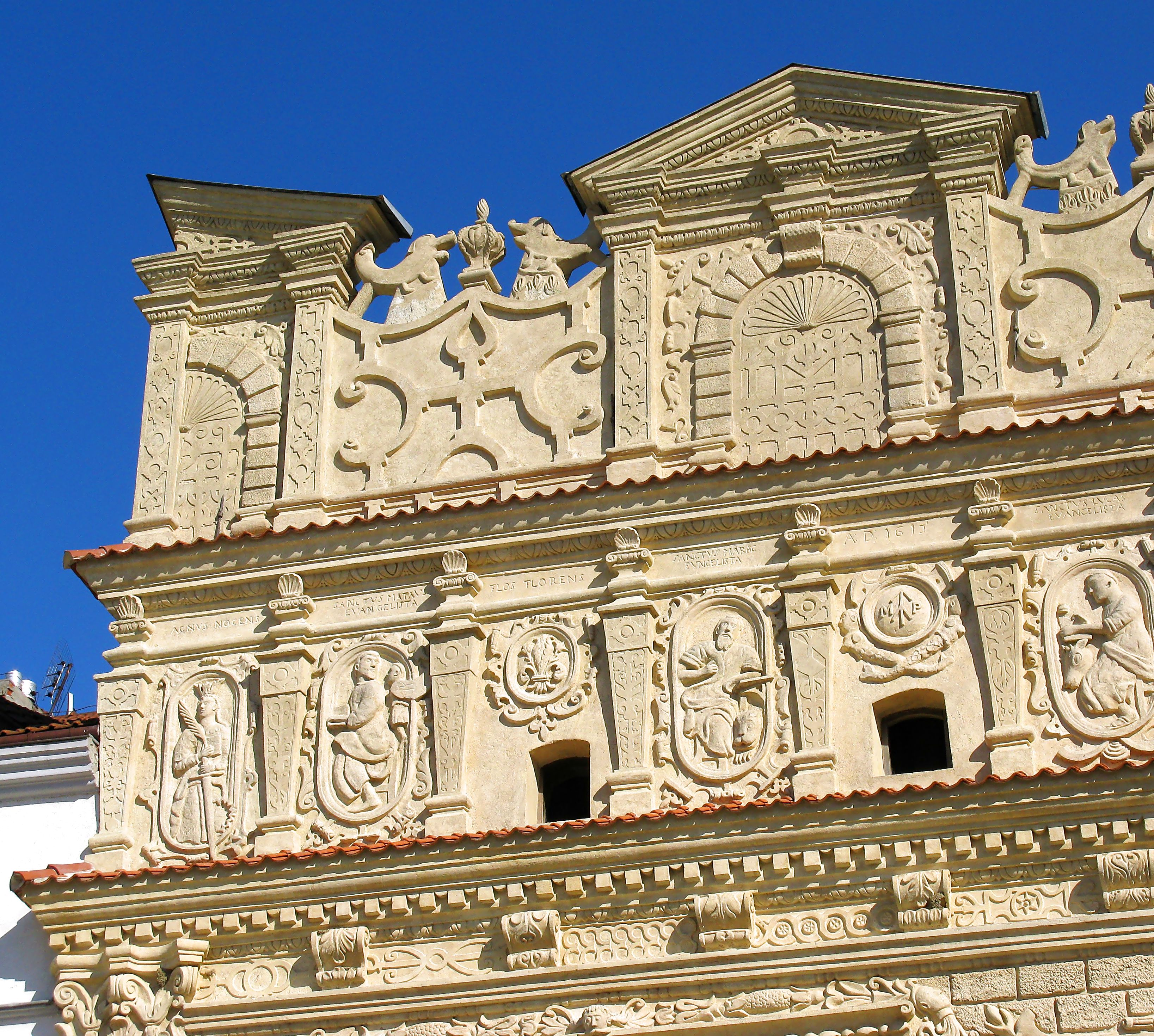
Attyka kamienicy Mikołaja Przybyły w Kazimierzu Dolnym

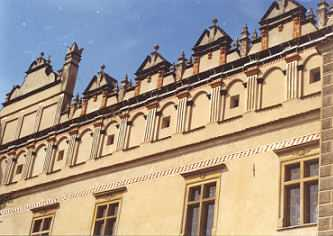
Attyka elewacji południowej zamku w Baranowie Sandomierskim

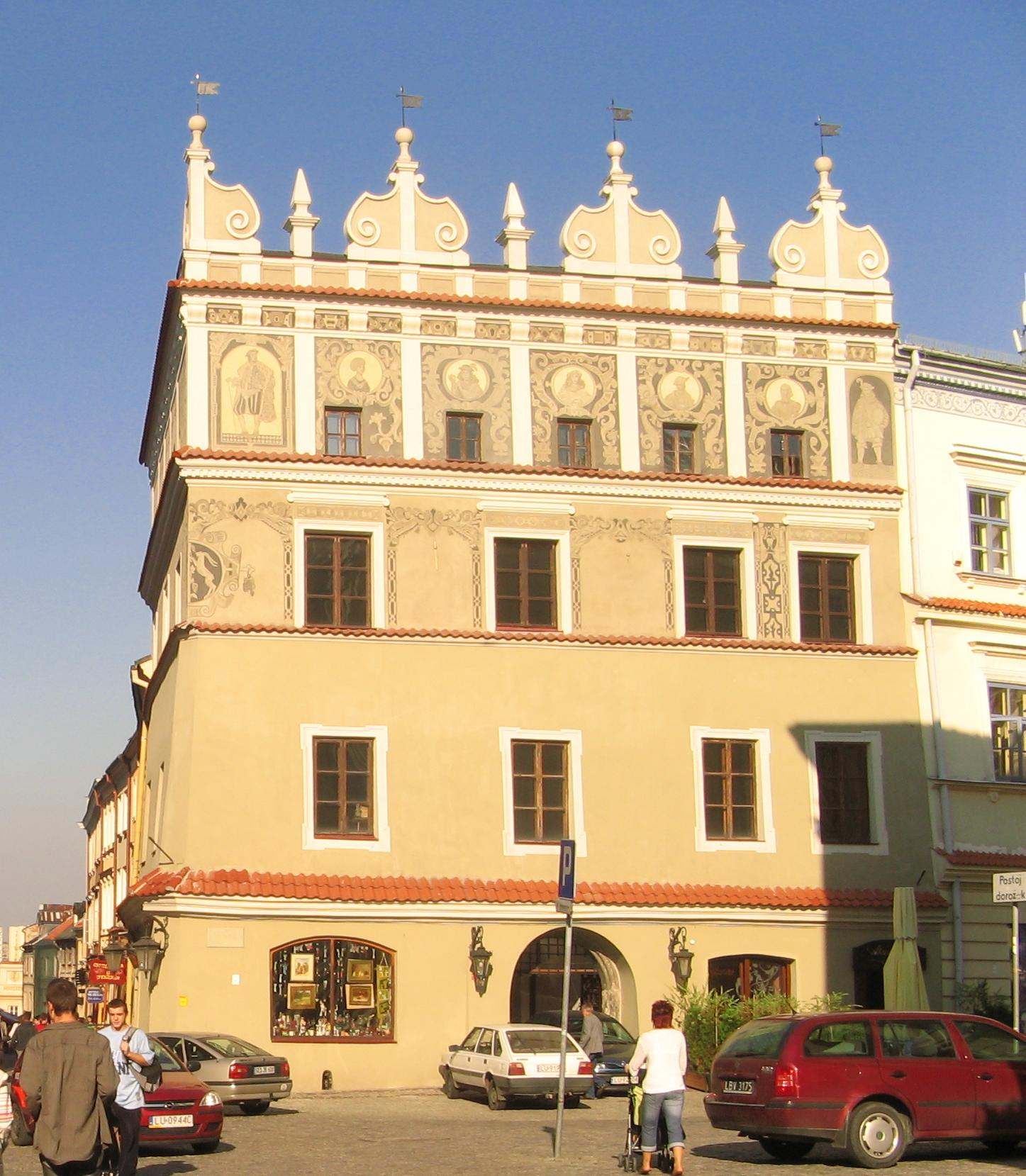
Kamienica Chociszewska

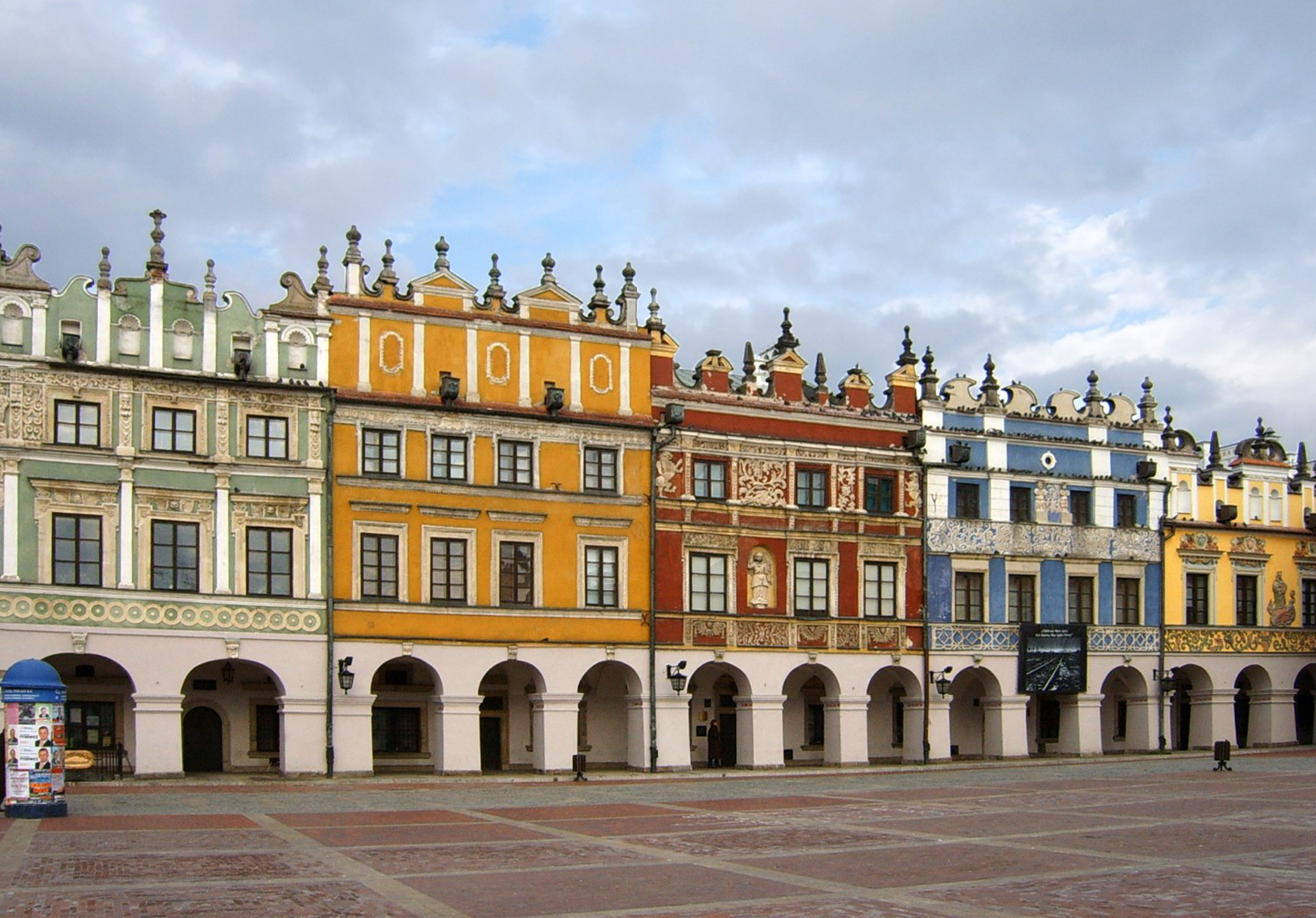
Zamość - Kamienice Ormiańskie

Attyka (franc. (étage) attique, z grec. Attikos) – górny element elewacji budynku w postaci ścianki, balustrady lub rzędu sterczyn, osłaniający dach. Pełni dwojaką funkcję: estetyczną jako architektoniczny element dekoracyjny oraz użytkowo-konstrukcyjną jako zabezpieczenie sąsiednich budynków przed przeniesieniem się ognia w przypadku pożaru. Attyka stanowi mur ogniowy, jeśli jest wykonana z materiału niepalnego o wytrzymałości ogniowej min. 1 godzina i grubości min. 25 cm, np. z pełnej cegły ceramicznej, silikatu, czy też bloczków betonowych.
W zależności od ukształtowania rozróżnia się attyki:
- pełne – stosowane głównie w średniowieczu
- ażurowe (balustradowe i arkadowe) – renesans i barok
- uskokowe lub schodkowe – klasycyzm przełomu XVIII i XIX wieku
- grzebieniowe (zwane polskimi) – stosowane w 2. połowie XVI wieku

Attyka stosowana była w starożytności (Grecja, Rzym), a także ponownie (w zmienionej formie) od XVI wieku. Charakterystyczna dla renesansowej architektury Polski, Czech i ówczesnych Górnych Węgier była ozdobą zamków, pałaców, kościołów, ratuszów oraz bram miejskich i kamienic. Do najpiękniejszych attyk polskich należą attyki: krakowskich sukiennic (1557), ratuszów w Tarnowie i Sandomierzu (2. połowa XVI wieku) oraz Szydłowcu.
Bardzo rozbudowane formy przyjmowała zwłaszcza w manieryzmie (mieszczańskie kamienice Celejowska oraz Przybyłów w Kazimierzu Dolnym), Kamienica Konopniców oraz Kamienica Chociszewska w Lublinie, Kamienica Królewska we Lwowie.
Na Dolnym Śląsku występuje odmiana attyki, charakterystyczna dla tego regionu - attyka śląska - o zakończeniu w formach półkoli, ćwierćkoli, np. attyka w kamienicy "Pod Złotą Koroną" przy Rynku nr 29 we Wrocławiu.
Attyki były też stosowane na Kresach na terenie dzisiejszej Ukrainy (Ostróg, Międzybóż, Lwów) i Litwy (Ostra Brama w Wilnie, Zamek Dolny w Wilnie) 
W okresie socrealizmu w Warszawie attykami ozdobiono między innymi Pałac Kultury i Nauki, a w Krakowie bliźniacze budynki "Z" i "S" Centrum Administracyjnego w Nowej Hucie.